# جاهم (حفاش)

تعديل مصدري - تعديل

جاهم هي إحدى قرى عزلة بني مأمون بمديرية حفاش التابعة لمحافظة المحويت، بلغ تعداد سكانها 955 نسمة حسب تعداد اليمن لعام 2004.